# Leopoldamys siporanus
Leopoldamys siporanus је врста глодара из породице мишева (Muridae).

## Распрострањење
Ареал врсте је ограничен на једну државу, Индонезију.

## Станиште
Станиште врсте су шуме.

## Угроженост
Ова врста се сматра угроженом.